# Самосил сивий
Самосил сивий, самосил білоповстистий (Teucrium polium) — вид рослин з родини глухокропивових (Lamiaceae), поширений у пн.-зх. Африці, пд. і пд.-сх. Європі, зх. Азії й Туркменістані.

## Опис
Багаторічна рослина, 15–35 см заввишки. Рослина сіра від повстяного запушення. Листки городчато-зубчасті. Квітки 5–8 мм завдовжки.

## Поширення
Поширений у Марокко, Тунісі, Алжирі, Молдові, Україні, південній Європі, на Кавказі у західній Азії та Туркменістані.
В Україні вид зростає на вапнякових і крейдяних відслоненнях, приморських черепашкових пересипах — у Правобережному й Донецькому Лісостепу, Степу та Криму.